# Peaesa
Peaesa es el nombre de una antigua ciudad griega que probablemente se situaba en una zona limítrofe entre Laconia y Mesenia. 
Estrabón cuenta que fue una de las ciudades fundadas por Teleclo, rey de Lacedemonia, en el siglo VIII a. C., al igual que las ciudades de Equeas y Tragio. Allí se ubicaba un santuario de Atenea Nedusia.
No se sabe el lugar donde se localizaba aunque se ha sugerido que estaba, al igual que las otras ciudades fundadas por Teleclo, cerca del curso alto del río Nedón.